# Elise (navn)
Elise er et pigenavn, der er afledt af Elisabeth. Navnet forekommer også i formerne Elisa, Eliza og Elissa. I alt bærer lidt over 2.700 danskere et af disse navne ifølge Danmarks Statistik.
I det Gamle Testamente forekommer en mandlig profet, der på dansk kendes som Elisa.

## Kendte personer med navnet
- Elissa Aalto, finsk arkitekt.
- Elise Cowen, amerikansk digter.
- Eliza Dushku, amerikansk skuespiller.

## Navnet anvendt i fiktion
- Eliza Doolittle er hovedpersonen i musicalen George Bernard Shaws skuespil Pygmalion og musicalen baseret herpå, My Fair Lady.
- Elise er en dansk film fra 1995 instrueret af Claus Ploug.
- Elissa er ifølge mytologien grundlæggeren af Karthago. Hun kendes også som Dido.

## Andre anvendelser
- Für Elise er populærbetegnelsen for et klaverstykker af Ludwig van Beethoven.
- ELIZA er et computerprogram skrevet af Joseph Weizenbaum i begyndelsen af 1960'erne, der kommunikerede, så den blev forvekslet med et menneske.
- Elise Smiths Skole er en privatskole i Århus.